# Troublemaker (嵐の曲)
『Troublemaker』（トラブルメーカー）は、日本の男性アイドルグループ・嵐の通算29枚目となるシングル。2010年3月3日にジェイ・ストームから発売された。

## 概要
前作『マイガール』以来約4か月振りの発売となる。初回限定盤、通常盤の2種類での発売となり、それぞれ収録内容・ジャケット写真ともに異なる。
表題曲は、メンバーの櫻井翔主演 TBS系日曜劇場『特上カバチ!!』主題歌である。前作に引き続き2作連続のドラマ主題歌であり、同枠の主題歌を担当するのは本作が初である。
両形態に収録されているカップリング曲「揺らせ、今を」は、櫻井がメインキャスターを務めた日本テレビ系『バンクーバーオリンピック』中継のテーマソングであり、嵐は過去に2回同局の夏季オリンピック中継のテーマソングを手掛けたが、冬季オリンピック中継では同曲が初となった。また、同局の情報番組『ズームイン!!SUPER』冬のテーマソングに起用され、お天気コーナーでは、1番のサビと2番のサビを繋げたヴァージョンがBGMとして流された。
初回限定盤には、歌詞ブックレット全12Pと表題曲のビデオ・クリップ＋メイキングを収録している。ビデオ・クリップは、明るい曲調にあわせてメンバー5人が様々に歌ったり、じゃれる姿を細かくカットしたものをつなげたアニメーション仕立てとなっている。
通常盤には、カップリング曲「もう一歩」とオリジナル・カラオケ3曲を収録している。

## チャート成績
発売前日の2010年3月2日付オリコンデイリーチャートで推定売上枚数約23.3万枚を記録し、初登場で1位にランクインした。
2010年3月15日付オリコン週間シングルチャートで1位を獲得した。1位獲得は『PIKA★★NCHI DOUBLE』から18作連続、通算25作目となった。また、初動売上は約54.2万枚となり、嵐のシングルとしては本作の前年に発売した『明日の記憶/Crazy Moon〜キミ・ハ・ムテキ〜』以来となる初動50万枚突破となった。これにより、嵐はシングルチャートにおいて2年連続で初動50万枚突破を達成した。2年連続での初動50万枚突破はB'zが2000年・2001年に『今夜月の見える丘に』『ultra soul』で記録して以来9年ぶりである。
2010年度上半期のオリコンシングルチャートでは売上68.8万枚で1位を獲得した。2位には嵐自身の次作『Monster』がランクインし、史上初となる2年連続での上半期シングル1位・2位独占を達成した。2010年度のオリコン年間シングルチャートでは売上69.9万枚を記録し、3位にランクインした｡
ビルボードジャパンの年間チャートでは、2010年度の「Hot 100 Year End」で1位を獲得した。このチャートでは『Monster』が2位となり、嵐の作品が1位と2位を独占した。また、「Hot Singles Sales Year End」でも1位となり、こちらは嵐の作品が上位6位までを独占した。

## 受賞歴
- 第25回日本ゴールドディスク大賞「ザ・ベスト5シングル」（2011年）[8]

## 収録曲

### CD
※「もう一歩」以降通常盤のみ収録。
1. Troublemaker [4:03]
作詞：H.Suzuki、作曲：Masashi Ohtsuki、編曲：ha-j
  - 櫻井翔主演 TBS系日曜劇場『特上カバチ!!』主題歌
2. 揺らせ、今を [4:27]
作詞・作曲・編曲：100+
  - 日本テレビ系『ズームイン!!SUPER』冬のテーマソング
  - 日本テレビ系『バンクーバーオリンピック』テーマソング
3. もう一歩 [3:43]
作詞・作曲・編曲：sts
4. Troublemaker（オリジナル・カラオケ）
5. 揺らせ、今を（オリジナル・カラオケ）
6. もう一歩（オリジナル・カラオケ）

### DVD
※初回限定盤のみ
1. 「Troublemaker」ビデオ・クリップ＋メイキング

## 収録アルバム
- 僕の見ている風景（#1）
- ウラ嵐マニア（#2, 通常盤#3）
- 5×20 All the BEST!! 1999-2019（#1）
- ウラ嵐BEST 2008-2011（#2, 通常盤#3）

## 映像作品
Troublemaker
- ARASHI 10-11 TOUR "Scene"〜君と僕の見ている風景〜 STADIUM
- ARASHI 10-11 TOUR "Scene"〜君と僕の見ている風景〜 DOME+
- ARASHI LIVE TOUR Beautiful World
- ARASHI アラフェス NATIONAL STADIUM 2012
- ARASHI LIVE TOUR Popcorn
- ARASHI アラフェス'13 NATIONAL STADIUM 2013
- ARASHI BLAST in Hawaii
- ARASHI LIVE TOUR 2014 THE DIGITALIAN
- ARASHI BLAST in Miyagi
- ARASHI LIVE TOUR 2015 Japonism
- ARASHI LIVE TOUR 2016-2017 Are You Happy?
- ARASHI Anniversary Tour 5×20

揺らせ、今を
- ARASHI 10-11 TOUR "Scene"〜君と僕の見ている風景〜 STADIUM